# Championnats d'Océanie de taekwondo
Les Championnats d'Océanie de taekwondo sont des championnats d'Océanie généralement organisés tous les deux ans pour départager les meilleurs taekwondoïstes d'Océanie. La première édition a eu lieu en 2005 à Sydney, en Australie.

## Éditions
| Année | Ville hôte | Pays                |
| ----- | ---------- | ------------------- |
| 2005  | Sydney     | Australie           |
| 2012  | Gold Coast | Australie           |
| 2016  | Suva       | Fidji               |
| 2018  | Mahina     | Polynésie française |
| 2019  | Apia       | Samoa               |
| 2022  | Papeete    | Polynésie française |